# Mina de Água
Mina de Água es una freguesia portuguesa del municipio de Amadora, distrito de Lisboa.

## Historia
Fue creada el 28 de enero de 2013 en aplicación de una resolución de la Asamblea de la República de Portugal promulgada el 16 de enero de 2013 con la unión de la freguesia de Mina, partes de la freguesia de  São Bras, parte de la zona oeste de Brandao y la parte norte de la freguesia de Venteira.

## Demografía
| Gráfica de evolución demográfica de Mina de Água entre 2011 y 2021 |
|                                                                    |
| Datos según el nomenclátor publicado por el INE portugués.         |